# BurgerBelang Arnhem
De BurgerBelang Arnhem is als Arnhemse Ouderen Partij opgericht door Antionus van Beers en deed in 2014 voor de eerste maal mee aan de gemeenteraadsverkiezingen in Arnhem. Alleen Van Beers zelf verwierf een raadszetel. In december 2017 werd Nico Wiggers geïnstalleerd als fractievolger.
Van Beers voerde samen met Nico Wiggers de lijst aan voor de gemeenteraadsverkiezingen van 2018. Opnieuw werd alleen Van Beers gekozen. Nummer 2 op de lijst, Nico Wiggers, kwam 19 stemmen te kort, waardoor de restzetel uiteindelijk belandde bij de VVD. Na het zomerreces van 2018 nam Wiggers de raadszetel van Van Beers tijdelijk over. Van Beers trad tijdelijk terug als raadslid en overleed uiteindelijk op 5 februari 2019.
In 2022 continueerde de Arnhemse Ouderen Partij en werd met één zetel de grootste eenmansfactie. Nico Wiggers voerde de lijst aan. Eind december 2022 werd besloten om de naam Arnhemse Ouderen Partij te veranderen in BurgerBelang Arnhem, omdat bij de gemeenteraadsverkiezingen bleek dat het programma velen aansprak, maar dat mensen niet bereid waren om op een ouderenpartij te stemmen.